# Wayland (Display-Server-Protokoll)
Wayland ist ein Display-Server-Protokoll für Linux und andere unixoide Betriebssysteme. Seine Hauptaufgabe ist das Rendern von Fenstern auf einer Bitmap. Es beschreibt die Kommunikation zwischen einem Display-Server und seinen Clients (üblicherweise die Anwendungen des Nutzers). Der Server wird Wayland-Compositor genannt, da er zusätzlich die Funktion eines Compositing Window Managers übernimmt. Ziel von Wayland ist es, dem Programmierer ein leichter zu wartendes Display-Server-Protokoll als den bisherigen X-Window-Server bereitzustellen und die Sicherheit zu erhöhen. Anwendungen, die noch vom X-Server abhängig sind, können mithilfe von XWayland auch unter einem Wayland-Compositor genutzt werden.
Die beiden verbreiteten Linux-Desktops Gnome und KDE Plasma entwickelten eine Zeit lang parallel an den Unterstützungen für jeweils X.org und Wayland. Seit ca. 2023/2024 setzen beide verstärkt auf Wayland, und auch einige weitere Unix-Desktops, die bis dahin nur für das traditionelle X Window System „X11“ verfügbar waren, werden seither für Wayland angepasst, wie z. B. Cinnamon und Xfce. Bereits Ende 2023 dachten die Gnome-Entwickler öffentlich darüber nach, die Unterstützung für X.org komplett zu streichen und gaben Mitte 2025 bekannt, die angekündigte Streichung von X11 umzusetzen. Die verbreiteten Linux-Distributionen Ubuntu Desktop und Kubuntu werden daher ab Version 25.10 nur noch mit Wayland-Unterstützung ausgeliefert. Auch KDE startet ab Plasma 6 per Voreinstellung als Wayland-Sitzung, allerdings soll X11 auch weiterhin unterstützt bleiben.

## Entwicklung
Begonnen wurde das Softwareentwicklungsprojekt für Wayland von Kristian Høgsberg, einem Mitglied von Intels Open Source Technology Center (OSTC). Wayland versteht sich (zumindest auf Linux) als eine Alternative zum X-Window-System, wobei letzteres allerdings noch auf allen unixoiden Betriebssystemen lauffähig ist. Das von Kristian Høgsberg erklärte Ziel für die Software lautet:

„[…] jeder Frame ist perfekt, und damit meine ich, dass alle Applikationen in der Lage sein werden, das Rendering so zu kontrollieren, dass wir niemals Tearing, instabile Bildwiederholfrequenzen, Redraw-Artefakte oder Flimmern sehen werden.“

## Aufbau
Unter X11 ist ein Extra-Programm, der Fenstermanager, für die Fensterdekoration (Titelleiste, Rahmen usw.) aller Fenster zuständig. Unter Wayland werden die Funktionen des Displayservers und des Fenstermanagers im Wayland Compositor zusammengefasst; die Kommunikation zwischen den beiden entfällt somit. Nach wie vor kann jeder Client seine eigenen Fensterdekorationen zeichnen, oder sie können zentral vom Compositor gezeichnet werden. Weston, die Referenzimplementierung des Wayland Compositors, verlangt Client-seitige Fensterdekorationen, KWin, der Fenstermanager der Desktopumgebung von KDE, sorgt für Server-seitige.

Das Wayland-Display-Server-Protokoll

### Wayland-Display-Server-Protokoll
Das Wayland-Display-Server-Protokoll definiert, dass Clients via EGL direkt in den Framebuffer zeichnen. Für Mesa 3D wurde dafür libwayland-EGL geschrieben. Diese Bibliothek erweitert die vorhandene Mesa-Implementierung von EGL dahingehend, dass die Zugriffe effizienter werden.
Wayland greift auf vorhandene Komponenten des Kernel des jeweiligen Betriebssystems wie Direct Rendering Manager (DRM), Kernel Mode-Setting (KMS) und den Graphics Execution Manager (GEM) unter Linux zurück, um einen minimalen Display-Server bereitzustellen. Im Juni 2010 wurde Weston von dem auf Desktops eher traditionellen OpenGL auf OpenGL ES portiert. Grund dafür war, dass die einzige verfügbare freie OpenGL-Implementierung Mesa 3D von GLX und damit vom X-Window-System abhängt, die OpenGL-ES-Implementierung von Mesa 3D aber nicht.
Wayland kommt aber ohne OpenGL / OpenGL ES aus.

### Wayland Compositor
- Weston: Die Referenzimplementierung eines Wayland-Compositors.
- KWin: Der Fenstermanager des KDE-Projekts, der zugleich auch ein Wayland Compositor ist.[22]
- Mutter: Ein Fenstermanager und gleichzeitig ein Wayland Compositor.
- EGL: Nachdem Nvidia-Mitarbeiter 2010 bekanntgegeben hatten, dass keine Unterstützung für Wayland geplant sei,[23] wurde im Oktober 2013 ein Treiber mit EGL-Unterstützung veröffentlicht, den auch Android nutzt.[24] Seit den Nvidia-Treibern mit der Version 470 wird Wayland auch von Nvidia für alle GPUs unterstützt, die mit diesen Treibern laufen.[25]
- Lipstick: Die Implementierung des Wayland-Compositors in Sailfish OS, dem Betriebssystem des Jolla-Smartphones.

### Bildsynthese
Das Wayland-Protokoll enthält keine API zur Bildsynthese.
Jeder Wayland-Client ist für die Bildsynthese seines Fensterinhaltes selbst verantwortlich und schreibt das Ergebnis in seinen eigenen Puffer. Für die Bildsynthese kann es eine eigene Engine mitbringen oder eine externe Bibliothek nutzen, wie z. B. Cairo, OpenGL oder Vulkan, oder auch die „rendering engine“ von Qt oder GTK+ benutzen.

## Einsatz
Wayland wird als Ersatz für den X.Org-Server betrachtet, bietet aber andere potentielle Anwendungsmöglichkeiten, beispielsweise das Bereitstellen von X-Servern und GDM-Anmeldungen.
- Enlightenment: Ab der Version E20, welche im Dezember 2015 erschien, wird Wayland von Enlightenment unterstützt.[30]
- Gnome: Im März 2013 kündigten GNOME-Entwickler Pläne für eine vollständige Portierung innerhalb eines Jahres an.[31] Gnome 3.10, welches im September 2013 erschien, enthielt bereits eine experimentelle Wayland-Unterstützung. Ab Version 3.20, welche am  23. März 2016  erschien, gilt die Wayland-Unterstützung als alltagstauglich.
- KDE: Unterstützung von KWin für OpenGL ES wird ab Version 4.7 ausgeliefert.[32][33] Wayland-spezifische Änderungen sind seit 2011 in Entwicklung.[34] Seit Version 6.0 ist Wayland als Standard voreingestellt[35] (X11 wird jedoch weiterhin unterstützt).
- Tizen: Tizen unterstützt Wayland in IVI-Konfigurationen.[36] Für Tizens Mobilplattform wurde Wayland-Unterstützung angekündigt.[37]
- Sailfish OS: Jollas erstes Mobiltelefon mit Sailfish OS läuft laut Aussage der Entwickler mit Wayland.[38]

## Lizenz
Das Wayland-Display-Server-Protokoll wurde durch verschiedene Komponenten implementiert, wie z. B. libWayland-server, libWayland-client oder libWayland-EGL. Alle diese Komponenten sind freie Software und unterliegen zusammen mit dem Wayland-Compositor Weston der MIT-Lizenz.

## Rezeption
Wayland war ursprünglich als ein neues Projekt auf der Website des Unternehmens Phoronix Media vorgestellt worden, als im November 2008 ein Artikel mit dem Titel „Wayland: Ein neuer X.Org-Server für Linux“ veröffentlicht wurde. Høgsberg reagierte auf die Aufmerksamkeit der Medien über seinen Blog und informierte darüber, dass Wayland nicht ein neuer X-Server sei, sondern ein neuer Display-Server, und stellte fest, dass es ein junges, noch unreifes Projekt sei.

### Streit mit Canonical
Kurze Zeit nach Beginn der Entwicklung wurde Wayland vom Großteil der Linux-Gemeinde als baldiger Standard akzeptiert. Anfang 2013 gab jedoch Canonical überraschend bekannt, eine eigene Lösung namens „Mir“ entwickeln zu wollen. Diese Entscheidung löste Kontroversen aus, da viele es lieber gesehen hätten, dass gemeinschaftlich Wayland vorangebracht und so ein einheitlicher Standard etabliert würde. In einer Stellungnahme von Mitarbeitern Canonicals wurde unter anderem argumentiert, Wayland habe schwerwiegende Sicherheitsprobleme vom X-Window-System geerbt. Diese Behauptung ist nachweislich falsch und wurde wenig später revidiert, führte jedoch dazu, dass die Fronten sich weiter verhärteten. Kritiker – darunter Høgsberg – warfen Canonical vor, das Projekt mit Falschaussagen torpedieren zu wollen. 2017 gab Canonical schließlich die Entwicklung von Mir auf und verwendet nun in Ubuntu ebenfalls Wayland.